# Vättersö

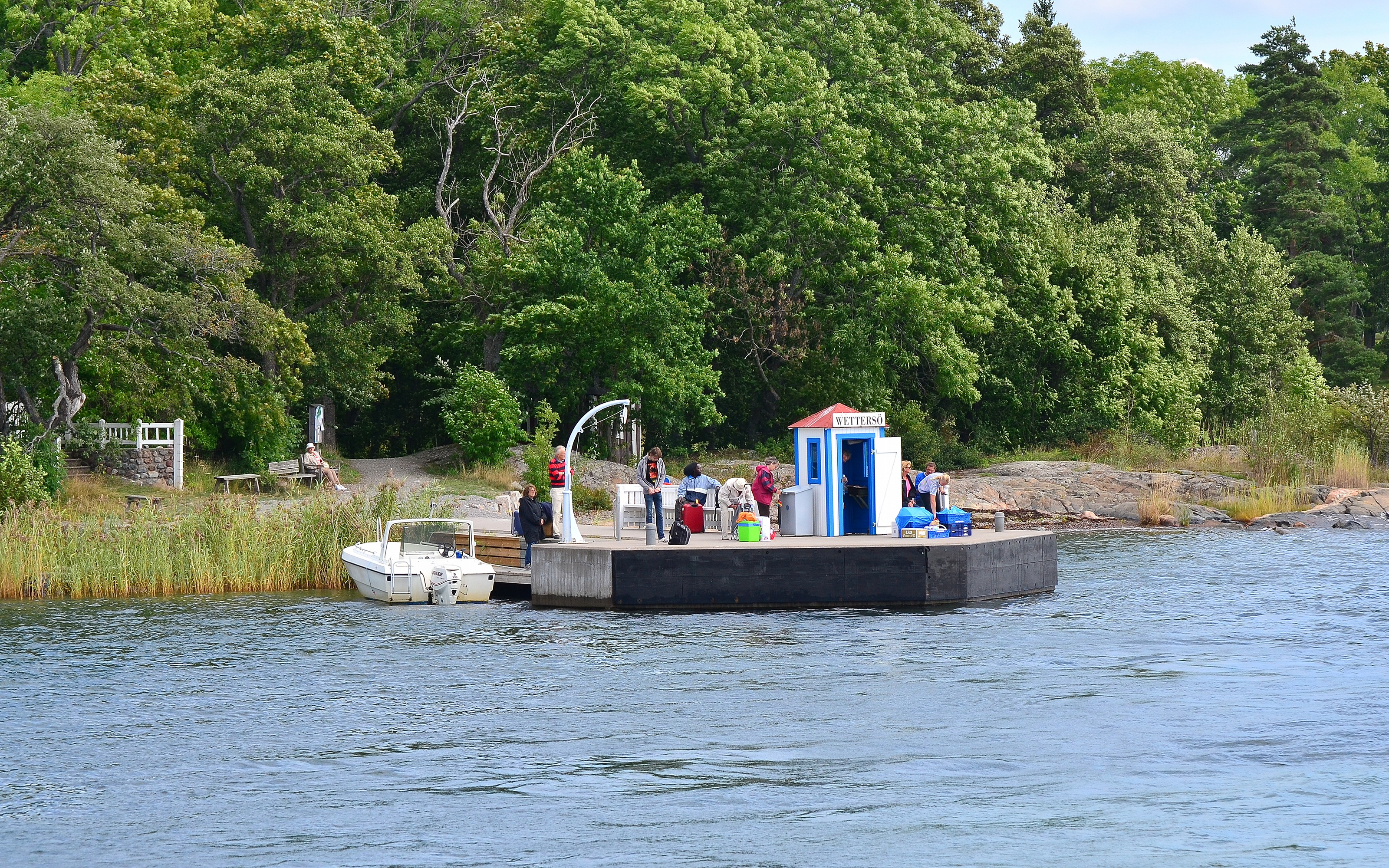
Wettersö brygga.

Vättersö är en ö norr om Ljusterö i Stockholms norra skärgård, tillhörande Österåkers kommun. Ön har en total areal på 97 ha och en varierande natur med ekbackar,  tallskog, lavbeklädda hällar och ängar som tidigare var brukad åkermark. Bebyggelsen består av ett drygt hundratal fritidshus.

## Samfällighetsföreningar
På Vättersö finns två samfällighetsföreningar som ska värna om gemensamma värden för de som äger en fastighet på Vättersö med omnejd; Vättersö Nya Samfällighetsförening och Vättersö Södra bryggans samfällighetsförening. Dessutom finns en fritidsförening och en brandförsvarsförening, Wettersö brandvärnsförening.

## Kommunikationer
Ön trafikeras med reguljär båtförbindelse till Stockholm av Blidösundsbolaget med fartygen S/S Blidösund, M/S Sjögull och M/S Sjöbris. Närmaste större brygganläggning på fastlandssidan för transporter med egen fritidsbåt är vid Vettershaga i närheten av Bergshamra, alternativt vid Gärdsvik på norra Ljusterö med möjlighet att hyra både båt- och bilplats.

## Fotnoter
1. ↑  Ljusterö har landsvägsförbindelse med fastlandet med vägverksfärjan till Östanå.